# Thamnophilus insignis
Thamnophilus insignis là một loài chim trong họ Thamnophilidae.